# 평양학생소년궁전

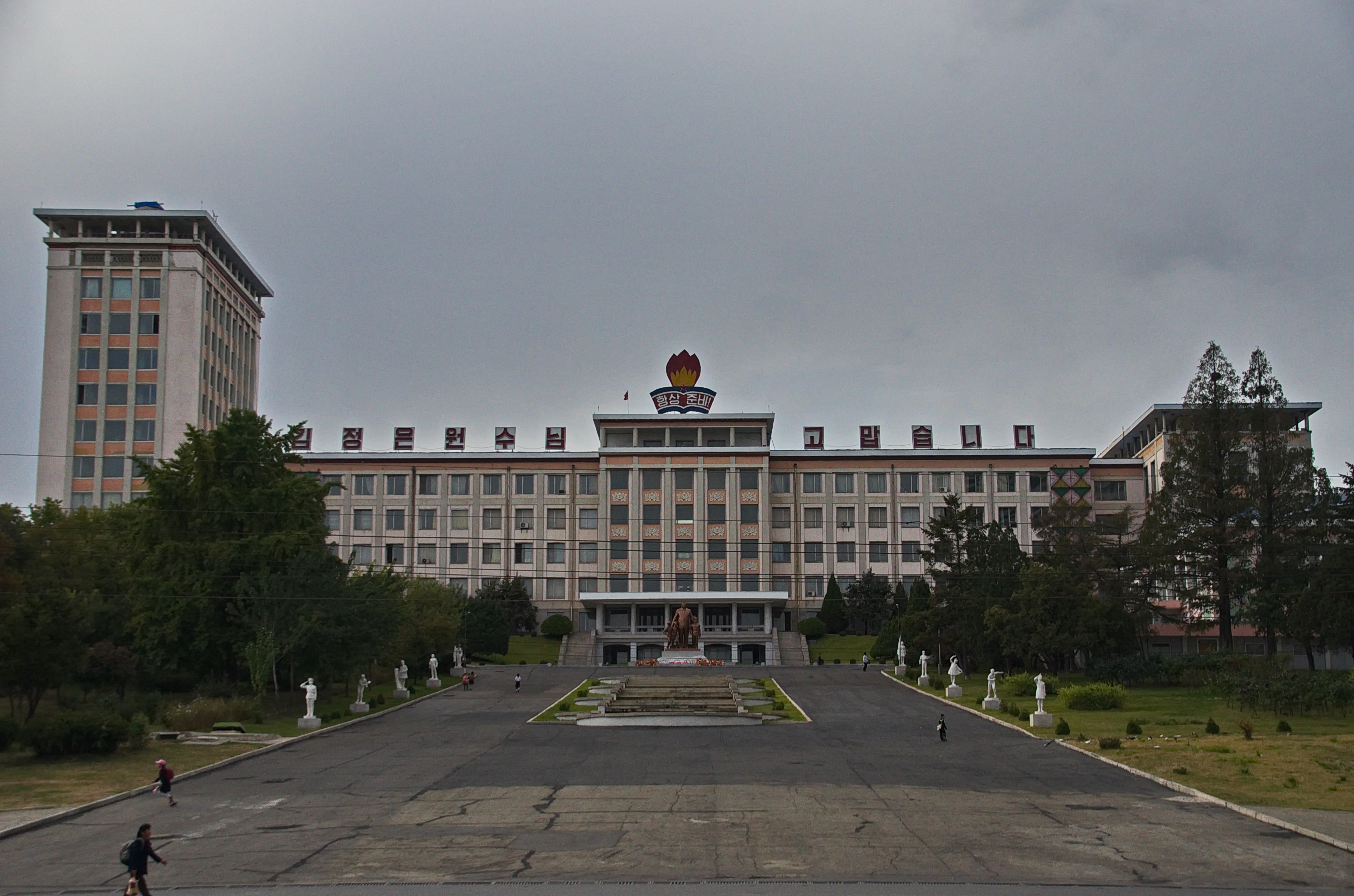
평양학생소년궁전 2015년 10월 모습

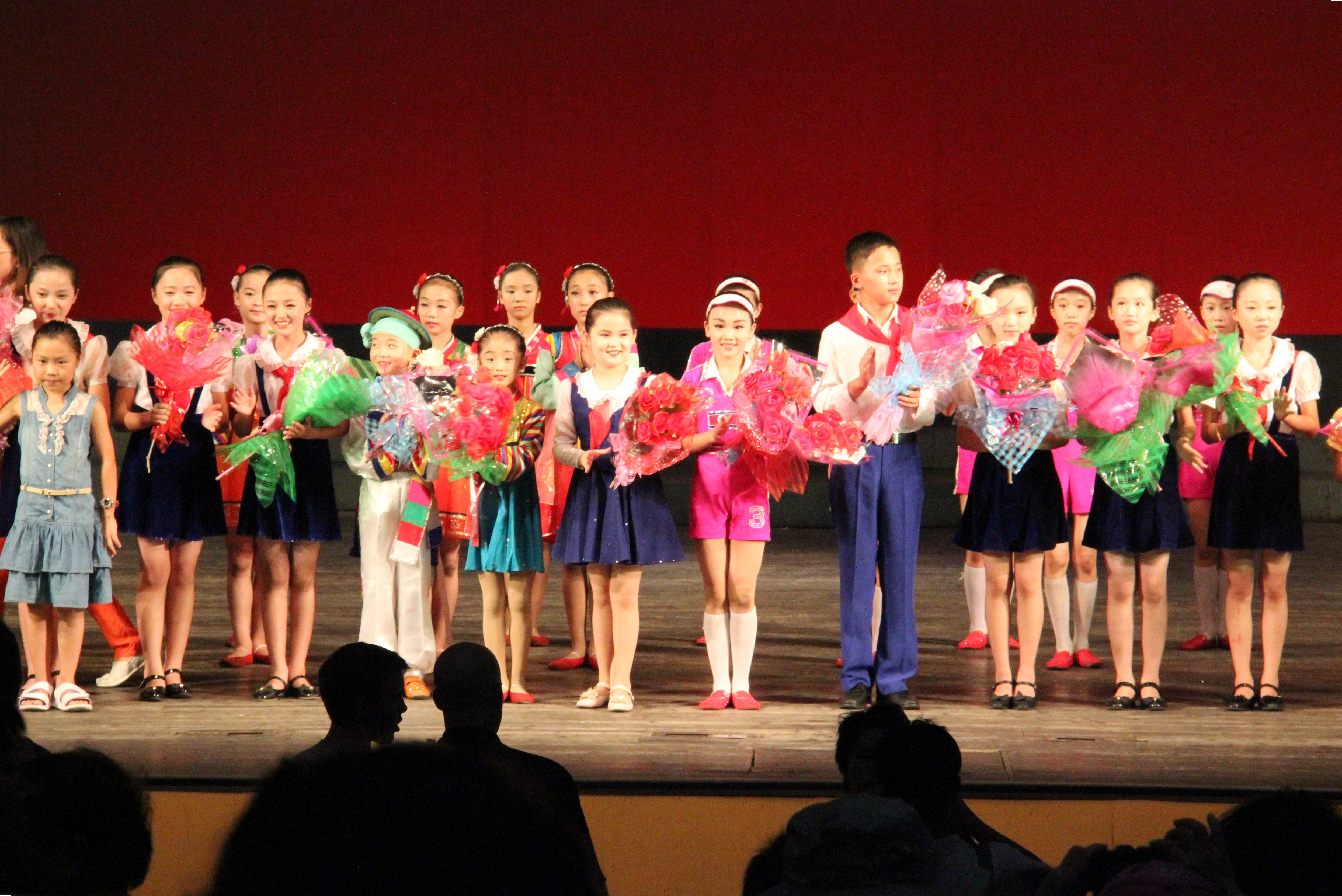
평양학생소년궁전에서 공연하는 어린이들 2012년 8월

평양학생소년궁전(平壤學生少年宮殿)은 평양직할시 중구역 종로동에 위치하고 있는 과외교육기관이다. 1967년 4월 15일에 개교했고, 주로 평양직할시에서 소학교와 중학교를 재학하고 있는 학생들이 많이 이용한다.
10층의 건물 2동과 5층의 건물 1동으로 구성되어 있으며, 가로 530여 평, 세로 211여 평 규모로 되어 있다. 1,000개의 좌석을 가지고 있는 영화관을 비롯하여, 5,000명이 사용할 수 있는 체육시설과 극장이 있다.
평양학생소년궁전 주변에는 만수대예술극장, 인민대학습당, 평양제1백화점 등 조선민주주의인민공화국의 상업시설과 문화시설, 그리고 산업행정기관이 있다.
이곳은 조선민주주의인민공화국으로 공부하러 오는 외국인 유학생과 관광객들이 즐겨 찾는 곳이기도 하다.

## 참고자료
- 브리테니커 대백과사전【1996년 판, 제 28권 재칼-중국】-조선민주주의인민공화국 항목
- 시사주간지 자주민보